# Caricea curvivesica
Caricea curvivesica är en tvåvingeart som beskrevs av Xue, Feng och Liu 1998. Caricea curvivesica ingår i släktet Caricea och familjen husflugor. Inga underarter finns listade i Catalogue of Life.